# Рајковац (Топола)
Рајковац је насеље у Србији у општини Топола у Шумадијском округу. Према попису из 2022. има 136 становника (према попису из 2011. било је 168 становника).
Овде се налази Кућа Народног хероја Даринке Радовић.

## Демографија
У насељу Рајковац живи 158 пунолетних становника, а просечна старост становништва износи 43,5 година (42,1 код мушкараца и 44,9 код жена). У насељу има 50 домаћинстава, а просечан број чланова по домаћинству је 3,78.
Ово насеље је великим делом насељено Србима (према попису из 2002. године), а у последња три пописа, примећен је пад у броју становника.
|  |

| Демографија | Демографија | Демографија |
| Година      | Становника  | Становника  |
| ----------- | ----------- | ----------- |
| 1948.       | 386         |             |
| 1953.       | 388         |             |
| 1961.       | 338         |             |
| 1971.       | 302         |             |
| 1981.       | 264         |             |
| 1991.       | 250         | 240         |
| 2002.       | 189         | 189         |
| 2011.       | 168         |             |
| 2022.       | 136         |             |

| Етнички састав према попису из 2002.‍ | Етнички састав према попису из 2002.‍ | Етнички састав према попису из 2002.‍ | Етнички састав према попису из 2002.‍ | Етнички састав према попису из 2002.‍ |
| ------------------------------------ | ------------------------------------ | ------------------------------------ | ------------------------------------ | ------------------------------------ |
|                                      |                                      |                                      |                                      |                                      |
| Срби                                 | Срби                                 |                                      | 188                                  | 99,47%                               |
| непознато                            | непознато                            |                                      | 1                                    | 0,52%                                |

| Година пописа     | 1948. | 1953. | 1961. | 1971. | 1981. | 1991. | 2002. |
| ----------------- | ----- | ----- | ----- | ----- | ----- | ----- | ----- |
| Број домаћинстава | 92    | 88    | 87    | 70    | 69    | 68    | 50    |

| Број чланова      | 1  | 2 | 3 | 4 | 5 | 6  | 7 | 8 | 9 | 10 и више | Просек |
| ----------------- | -- | - | - | - | - | -- | - | - | - | --------- | ------ |
| Број домаћинстава | 10 | 9 | 4 | 5 | 6 | 13 | 3 | 0 | 0 | 0         | 3,78   |

| Пол    | Укупно | Неожењен/Неудата | Ожењен/Удата | Удовац/Удовица | Разведен/Разведена | Непознато |
| ------ | ------ | ---------------- | ------------ | -------------- | ------------------ | --------- |
| Мушки  | 81     | 16               | 59           | 5              | 0                  | 1         |
| Женски | 83     | 10               | 57           | 16             | 0                  | 0         |
| УКУПНО | 164    | 26               | 116          | 21             | 0                  | 1         |

| Пол    | Укупно                    | Пољопривреда, лов и шумарство | Рибарство                            | Вађење руде и камена | Прерађивачка индустрија       |
| ------ | ------------------------- | ----------------------------- | ------------------------------------ | -------------------- | ----------------------------- |
| Мушки  | 54                        | 49                            | 0                                    | 0                    | 0                             |
| Женски | 33                        | 29                            | 0                                    | 0                    | 0                             |
| УКУПНО | 87                        | 78                            | 0                                    | 0                    | 0                             |
| Пол    | Производња и снабдевање   | Грађевинарство                | Трговина                             | Хотели и ресторани   | Саобраћај, складиштење и везе |
| Мушки  | 0                         | 0                             | 2                                    | 0                    | 2                             |
| Женски | 0                         | 0                             | 0                                    | 0                    | 0                             |
| УКУПНО | 0                         | 0                             | 2                                    | 0                    | 2                             |
| Пол    | Финансијско посредовање   | Некретнине                    | Државна управа и одбрана             | Образовање           | Здравствени и социјални рад   |
| Мушки  | 0                         | 0                             | 0                                    | 0                    | 0                             |
| Женски | 0                         | 0                             | 0                                    | 0                    | 0                             |
| УКУПНО | 0                         | 0                             | 0                                    | 0                    | 0                             |
| Пол    | Остале услужне активности | Приватна домаћинства          | Екстериторијалне организације и тела | Непознато            | Непознато                     |
| Мушки  | 0                         | 0                             | 0                                    | 1                    | 1                             |
| Женски | 0                         | 0                             | 0                                    | 4                    | 4                             |
| УКУПНО | 0                         | 0                             | 0                                    | 5                    | 5                             |